# Каліфорнський (Аляска)
Каліфорнський (англ. Kalifornsky) — переписна місцевість (CDP) в США, в окрузі Кенай штату Аляска. Населення — 8487 осіб (2020).

## Географія
Каліфорнський розташований за координатами 60°27′12″ пн. ш. 151°13′13″ зх. д. / 60.45333° пн. ш. 151.22028° зх. д. (60.453387, -151.220314).  За даними Бюро перепису населення США в 2010 році переписна місцевість мала площу 180,67 км², з яких 178,37 км² — суходіл та 2,30 км² — водойми.

## Демографія
Згідно з переписом 2010 року, у переписній місцевості мешкало 7850 осіб у 2978 домогосподарствах у складі 2097 родин. Густота населення становила 43 особи/км².  Було 3531 помешкання (20/км²).
Расовий склад населення:
| - 87,2 % — білих - 5,0 % — корінних американців - 0,9 % — азіатів - 0,4 % — чорних або афроамериканців - 0,2 % — вихідців з тихоокеанських островів |

До двох чи більше рас належало 5,6 %. Частка іспаномовних становила 3,5 % від усіх жителів.
За віковим діапазоном населення розподілялося таким чином: 26,9 % — особи молодші 18 років, 64,0 % — особи у віці 18—64 років, 9,1 % — особи у віці 65 років та старші. Медіана віку мешканця становила 37,8 року. На 100 осіб жіночої статі у переписній місцевості припадало 107,2 чоловіків;  на 100 жінок у віці від 18 років та старших — 107,3 чоловіків також старших 18 років.
Середній дохід на одне домашнє господарство  становив 80 427 доларів США (медіана — 72 335), а середній дохід на одну сім'ю — 94 371 долар (медіана — 87 179). Медіана доходів становила 59 583 долари для чоловіків та 37 856 доларів для жінок. За межею бідності перебувало 5,1 % осіб, у тому числі 1,6 % дітей у віці до 18 років та 3,2 % осіб у віці 65 років та старших.
Цивільне працевлаштоване населення становило 3488 осіб. Основні галузі зайнятості: освіта, охорона здоров'я та соціальна допомога — 25,2 %, сільське господарство, лісництво, риболовля — 14,3 %, роздрібна торгівля — 11,0 %, науковці, спеціалісти, менеджери — 9,2 %.